# Hulecoeteomyia
Hulecoeteomyia is een muggengeslacht uit de familie van de steekmuggen (Culicidae).

## Soorten
- H. chrysolineata (Theobald, 1907)
- H. formosensis (Yamada, 1921)
- H. harveyi (Barraud, 1923)
- H. jugraensis Leicester, 1908
- H. koreica (Edwards, 1917)
- H. nigrorhynchus (Brug, 1931)
- H. pallirostris (Edwards, 1922)
- H. reinerti (Rattanarithikul & Harrison, 1988)
- H. rizali (Banks, 1906)
- H. saxicola (Edwards, 1922)
- H. sherki (Knight, 1948)
- H. yunnanensis (Gaschen, 1934)